# Xã Penn, Quận Morgan, Ohio
Xã Penn (tiếng Anh: Penn Township) là một xã thuộc quận Morgan, tiểu bang Ohio, Hoa Kỳ. Năm 2010, dân số của xã này là 715 người.